# Trichosiphonaphis foliotus
Trichosiphonaphis foliotus är en insektsart. Trichosiphonaphis foliotus ingår i släktet Trichosiphonaphis och familjen långrörsbladlöss. Inga underarter finns listade i Catalogue of Life.